# 평화열차
평화열차(平和列車)는 경의선과 경원선을 운행했던 관광열차로 평화생명벨트를 운행하는 것으로 개발되었다. 도시통근형 디젤 액압 동차를 개조하여 새마을호 특실 등급으로 운행했다. 평화생명관광열차가 정식 명칭이며, 일명 DMZ train(디엠지트레인)으로도 불렸다.

## 개요
2013년 중반 이후부터 평화생명관광열차 운행 계획이 확정되어 통근형 차량 개조가 논의되기 시작하였다. 당초 2013년 10월 무렵에 운행을 시작할 예정이었으나, 차량 개조 업체 선정에 난항을 겪다가 철도 노조의 파업까지 연속으로 닥치며 운행 개시일이 지연되었다. 정식 운행 개시 전날인 2014년 5월 3일 열차 개통식을 진행할 예정이었으나, 당시 세월호 침몰 사고로 말미암은 국가적 애도 분위기로 개통식 자체만 연기되어 2014년 7월 31일에 DMZ트레인 개통식이 진행되었다.
경의선은 2014년 5월 5일부터, 경원선은 2014년 8월 4일부터 8량 디젤동차 편성으로 운행을 시작하였다. 북쪽의 선두차에는 '철마는 달리고 싶다'로 상징되는 장단역의 녹슨 증기기관차를, 중간차와 남쪽의 선두차에는 평화를 상징하는 빨강과 파랑 옷의 동서양의 남녀노소가 손을 맞잡은 모습을 디자인하였다.
2019년 4월 1일부터 소요산~연천 구간 전철화 및 선로 이설 공사 관계로 경원선 동두천~백마고지 통근열차 운행 임시 중단과 동시에 경원선 노선은 운행이 중지되었고, 2019년 10월 2일부터 아프리카돼지열병 발병 확산 우려로 경의선 노선도 운행이 임시 중단되었다. 2020년부터는 코로나19 사태로 인해 아프리카 돼지열병이 종결되어도 운행 중지 상태가 유지되었으며, 이후 코로나19가 종결되어 가는 현재에는 디젤 동차의 수명 만료로 인해 운행 재개 없이 폐지되었다. 경원선은 동두천~연천 구간은 수도권 전철 1호선이, 연천~백마고지 구간은 대체버스가 운행하고 있다. 경의선은 문산~임진강 구간에 셔틀 전동차가 운행하고 있으며 임진강~도라산 구간은 운행 중지 상태이다.

## 운행 구간
- 경의선 : 서울 (상행 종점) - 문산 - 운천 - 임진강 - 도라산 (하행 종점)
- 경원선 : 서울 (하행 종점) - 청량리 - 의정부 - 동두천 - 소요산 - 청산 - 한탄강 - 전곡 - 연천 - 신망리 - 대광리 - 신탄리 - 백마고지 (상행 종점)